# Dub na hrázi Libockého rybníka
Dub na hrázi Libockého rybníka je mohutný památný dub letní (Quercus robur) rostoucí asi v polovině severozápadní hráze Libockého rybníka, mezi břehem a cestou vedoucí po hrázi. Podle odhadu byl vysazen někdy kolem roku 1850, je tedy o něco mladší než samotný rybník, jehož založení se klade na konec 18. století.

## Základní údaje
- rok vyhlášení: 2004[1]
- odhadované stáří: 160 let (v roce 2019)
- obvod kmene: 398 cm (2004), 400 cm (2009), 424 cm (2015)
- výška: 18 m (2009)
- šířka koruny: 21 m (2009)

## Stav stromu
Zdravotní stav je hodnocen jako velmi dobrý, proveden byl pouze zdravotní řez.

## Další zajímavosti
Libocký rybník byl na konci 18. století založen na Litovickém potoce jako průtočný rybník určený jako zdroj pro vodovod Pražského hradu, kde je voda i v současné době využívána k zavlažování zahrad.
Nejbližšími zastávkami pražské MHD jsou stanice autobusů Libocká nebo Litovický potok.
Asi 100 m od dubu, na jižním konci hráze, je hezky vzrostlá „smuteční“ vrba (Salix alba). O dalších asi 150 m dál je kostel svatého Fabiána a Šebestiána a nad ním leží Obora Hvězda, kde je několik památných buků, u Libocké brány další památný dub a také památná skupina jírovců.